# Козел
Козе́л, коза (Capra) — рід ссавців з підродини козлових (Caprinae) родини бикових (Bovidae).
У різних класифікаціях розрізняють від чотирьох до 10 видів. Останнім часом визнають 8 видів. Найвідомішим представником роду є козел свійський.

## Морфологія
Capra має деяку схожість з Ovis⁣, але відрізняється тим, що самці пахучі, є борода, ноги не мають запахових залоз, лоб опуклий, а не увігнутий. Самиці мають дві молочні залози. У диких видів роги самців приблизно 500—1650 мм завдовжки, самиць — 150—380 мм завдовжки, є багато структурних відмінностей між, і певною мірою, в межах виду. У будь-якому даному виді або популяції середній розмір самців істотно більший, ніж самиць.

## Склад роду
До роду Capra відносять 8 видів  [Архівовано 27 Вересня 2012 у Wayback Machine.]:
- Рід Козел (Capra Linnaeus, 1758)

|  | Capra caucasica | Вид Козел кавказький/Кавказький тур (вкл. підвиди cylindricornis та severtzovi)       |
|  | Capra falconeri | Вид Козел гвинторогий (вкл. підвиди falconeri, heptneri, megaceros)                   |
|  | Capra hircus    | Вид Козел звичайний (вкл. підвиди aegagrus, chialtanensis, cretica, jourensis, picta) |
|  | Capra ibex      | Вид Козел альпійський                                                                 |
|  | Capra nubiana   | Вид Козел нубійський                                                                  |
|  | Capra pyrenaica | Вид Козел піренейський                                                                |
|  | Capra sibirica  | Вид Козел сибірський                                                                  |
|  | Capra walie     | Вид Козел ефіопський                                                                  |

Інколи дикі підвиди козла звичайного (Capra hircus) розглядають як окремий від свійського козла вид — Козел безоаровий (Capra aegagrus).